# Salinian Block
Der Salinian Block ist eine geologische Provinz, die westlich der Hauptspur des San-Andreas-Verwerfungs-Systems in Kalifornien liegt. Er wird im Süden von der Big-Pine-Verwerfung im Ventura County und im Westen von der Nacimiento-Verwerfung begrenzt. 
Der Salinian Block besteht aus hartem Granit entsprechend seinem Ursprung aus der Erdkruste mit scharfem Kontrast und paradoxerweise mit der meisten Kruste im Osten, die in Kalifornien am meisten sedimentären und ozeanischen Ursprung hat. Der Granitkern oder Batholith teilt seinen Ursprung mit dem in den Sierra Nevada Mountains. Der Salinian Block war die südliche Ausdehnung desselben Granitbatholiten, der den Kern der Sierra Nevada bildet, brach ab und bewegte sich nordwestlich aufgrund der San-Andreas-Verwerfung in einer Form, die bis jetzt noch nicht vollständig erklärt werden konnte. 
Heute können die nördlichen Teile des Blocks wie Bodega Head, Point Reyes, die Farallon-Inseln und die pittoreske Küstenlandschaft auf der Monterey Peninsula, z. B. an der Pebble Beach besichtigt werden.
Der Block wurde nach dem Salinas Valley in Kalifornien benannt.